# Camponotus rufus
Camponotus rufus é uma espécie de inseto do gênero Camponotus, pertencente à família Formicidae.